# Rollins (Montana)
Rollins es un lugar designado por el censo ubicado en el condado de Lake en el estado estadounidense de Montana. En el Censo de 2010 tenía una población de 209 habitantes y una densidad poblacional de 28,06 personas por km².

## Geografía
Rollins se encuentra ubicado en las coordenadas 47°54′38″N 114°11′41″O / 47.91056, -114.19472. Según la Oficina del Censo de los Estados Unidos, Rollins tiene una superficie total de 7.45 km², de la cual 7.45 km² corresponden a tierra firme y (0%) 0 km² es agua.

## Demografía
Según el censo de 2010, había 209 personas residiendo en Rollins. La densidad de población era de 28,06 hab./km². De los 209 habitantes, Rollins estaba compuesto por el 97.13% blancos, el 0% eran afroamericanos, el 0.48% eran amerindios, el 0% eran asiáticos, el 0.48% eran isleños del Pacífico, el 0% eran de otras razas y el 1.91% pertenecían a dos o más razas. Del total de la población el 0.48% eran hispanos o latinos de cualquier raza.